# Alexandra Valetta-Ardisson
Pour les articles homonymes, voir Valetta (homonymie) et Ardisson.
Alexandra Valetta-Ardisson, née le 7 juin 1976 à Cannes (Alpes-Maritimes), est une femme politique française.
Membre de La République en marche, elle est élue députée dans la 4e circonscription des Alpes-Maritimes lors des élections législatives de 2017.

## Biographie
Alexandra Valetta-Ardisson commence à s'engager politiquement à l'âge de 15 ans au sein des jeunes RPR.
Elle commence son activité professionnelle en qualité de collaboratrice de cabinet auprès de Richard Galy, Maire (LR) de Mougins et Conseiller Régional Provence-Alpes-Côte d'Azur puis rejoint le cabinet de la députée-maire du Cannet-Rocheville (LR) et secrétaire de l'UMP Michèle Tabarot, en qualité de collaboratrice de cabinet pendant sept ans.
À partir de 2014, elle est élue conseillère municipale (LR) de la ville de Grasse sur la liste de Jérôme Viaud et travaille au SICTIAM (syndicat de collectivités territoriales) où elle est chargée de la coordination de la construction du réseau de fibre optique des Alpes-Maritimes.
En 2016, elle quitte Les Républicains pour rejoindre En marche ! et démissionne du Conseil municipal de Grasse en mars 2017.
Candidate La République en marche pour les élections législatives, elle est élue députée dans la 4e circonscription des Alpes-Maritimes le 18 juin 2017.

## Détail des fonctions et mandats

### Mandat électif
- 2014-2017 : conseillère municipale de Grasse[2]
- 21 juin 2017 - 21 juin 2022 : députée de la 4e circonscription des Alpes-Maritimes.

## Politique nationale
Alexandra Valetta-Ardisson est membre de la commission défense nationale et des forces armées et a rédigé dans le cadre du groupe d’étude « cyber sécurité et souveraineté numérique », un rapport d’information en conclusion des travaux d’une mission d’information sur la cyberdéfense.
Elle est également membre du comité exécutif du groupe Français de l’Union Inter Parlementaire (l’UIP) qui est l’organisation mondiale des Parlements des États souverains depuis 2017.
Elle est vice-présidente des groupes d’amitié France-Émirats arabes unis, France-Monaco et France-Italie et membre des groupes d’amitié 1/ France Arabie Saoudite, 2/ France-Kenya Ouganda Tanzanie, 3/ France-États-Unis, 4/ France-Portugal, 5/ France-Brésil, 6/ France-République centrafricaine.
Au niveau des groupes d’études parlementaire, elle est présidente du groupe d’étude sur les conditions d'accueil des migrants et a pu réaliser dans ce cadre de nombreuses auditions et faire des visites en lien avec ce thème.
Elle est secrétaire de la commission d’enquête sur les dysfonctionnements ayant conduit aux attaques commises à la préfecture de police de Paris le 3 octobre 2019.
Elle est membre de la mission d’information sur la concrétisation des lois, créée le 16 juillet 2019. Présidée par Cécile Untermaier (PS) et ayant pour rapporteurs Jean-Noël Barrot (MoDem) et Laurent Saint-Martin (LaREM) la mission d’information vise à faciliter et à améliorer l’application des lois en France.
Au début d’année 2020, elle a intégré une mission parlementaire contre le racisme.

## Politique locale
À l’occasion des élections municipales de mars 2020, des accords sont trouvés entre Alexandra Valetta-Ardisson et certains maires de la circonscription, à l’image de Jean-Claude Guibal, maire de Menton. Ensemble, ils ont déclaré « Notre ville et, plus largement, la Riviera française mérite mieux que de tomber entre les mains du Rassemblement national et de se trouver ainsi stigmatisées tant au niveau national qu’européen ».
À la suite de la tempête Alex dans les Alpes-Maritimes, elle a organisé un Noël solidaire pour les enfants sinistrés de la vallée de la Roya, en lien avec différents partenaires.

## Opinions et prises de position
Elle agit en faveur de la jeunesse notamment en matière d'orientation, de formation et d'emplois. Dans le cadre du Grand Débat, elle s’est penché sur le sujet de la jeunesse dans les Alpes-Maritimes.